# Gomphidius
Gomphidius (Elias Magnus Fries, 1821 ex Elias Magnus Fries, 1836) este un gen de ciuperci mic din încrengătura Basidiomycota și ordinul Boletales în familia Gomphidiaceae care este răspândită global, cuprinzând în prezent, conform filogeneticii moleculare moderne, 22 specii, în Europa doar 10. Speciile acestui gen coabitează, formând micorize pe rădăcinile arborilor de rășinoase, preferând pinul. Tip de specie este Gomphidius glutinosus.
Numele generic este derivat din cuvântul din limba greacă veche γομφος = cui larg cuneiform, știft, țăruș, datorită aspectului exterior.

## Taxonomie
Renumitul micolog Elias Magnus Fries a descris genul mai întâi drept Agaricus subgen. Gomphus în volumul 1 al marii sale opere Systema mycologicum din 1821. Numele binomial valabil până în prezent (2019) a fost determinat de asemenea de el, după ce a corectat prima sa denumire, de verificat în cartea sa Corpus Florarum Provincialium Sueciae: Floram Scanicam din 1835.
Taxonul propagat de micologii cehi František Kotlaba și Zdeněk Pouzar în 1972, anume Leucogomphidius, este acceptat sinonim, dar nefiind folosit poate fi neglijat.

## Descriere

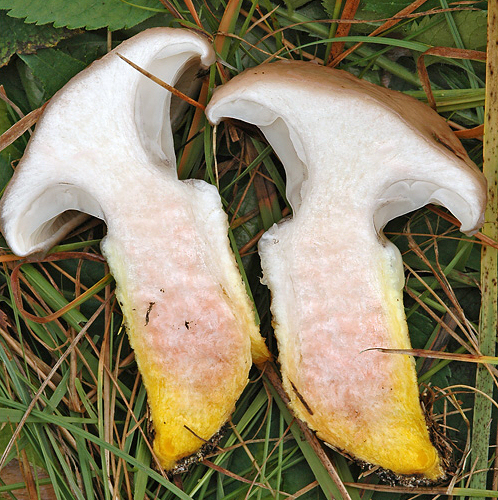
G. glutinosus, secțiune longitudinală

- Pălăria: este de mărime medie, cărnoasă, inițial conică cu marginea răsucită în jos, apoi aplatizată cu marginea atunci în sus și  adesea cocoșată. Cuticula netedă este mereu unsuroasă până vâscoasă. Coloritul este foarte variabil și tinde între diverse nuanțe de gri, ocru, cupru roșu, maro, brun-măsliniu și mov.
- Lamelele: destul de ceroase și ușor de separate de pălărie, sunt subțiri, niciodată intercalate sau bifurcate, mai mult sau mai puțin îndepărtate și lung decurente la picior. Coloritul, mai deschis decât cel al pălăriei, poate fi ocru, gri sau portocaliu în diverse nuanțe. Cu avansarea în vârstă se întunecă mereu, până chiar la negru.
- Sporii: sunt lunguieț-fusiformi, cu pereți netezi și fără por de germen. Pulberea lor este brun-măsliniu închisă până negricioasă. Basidiile cu 4 sterigme au forma de măciucă fără fibule la bază. Cheilocistidele la muchiile lamelelor sunt mari.
- Piciorul: este compact și plin, neted până slab denivelat și nu rar slab unsuros. Coloritul cojii est alb, și la cele mai multe soiuri de un galben puternic spre capătul inferior. O zonă subțire inelară, rest al vălului parțial, rămâne adesea în partea superioară.
- Carnea: este groasă, ceva moale, în picior mai tare, aproape niciodată atacată de viermi și de culoare albă până albicioasă în pălărie, iar spre baza tijei viu galbenă, uneori și roșiatică. Nu se decolorează după tăiere. La toate speciile, mirosul este aproape imperceptibil, iar gustul plăcut și dulceag.[7][8]

## Specii ale genului
În urmare lista celor 22 specii conform Mushroom Observer, Index Fugorum (în lista de jos fără menționarea subspeciilor și variaților, incluzând o specie nouă, descoperită și descrisă de micologi chinezi în 2017 (nr. 2 în tabelă). Ciupercile care se dezvoltă si în Europa sunt marcate cu E. 
| - Gomphidius alachuanus Murrill (1939) - Gomphidius albipes Liangliang Qi, Yongping Fu, Ning Lang, Xiangin Bai, Yu Li (2017) - Gomphidius borealis O.K.Miller (2002) - Gomphidius flavipes Peck (1900) - Gomphidius glutinosus (Schaeff.) Fr. (1838) E - Gomphidius griseovinaceus Kalamees (1986) E - Gomphidius imbricatus Hruby 1930 (1930) E - Gomphidius largus O.K.Mill. (1971) - Gomphidius maculatus (Scop.) Fr. (1838) E - Gomphidius mediterraneus Finschow (1973) E - Gomphidius microsporus Sacc. & Trotter (1920) E | - Gomphidius nigricans Peck (1897) - Gomphidius oregonensis (Peck 1898) - Gomphidius pseudoflavipes O.K.Mill. & F.J.Camacho (2003) - Gomphidius pseudomaculatus O.K.Mill. (1971) - Gomphidius roseus (Fr.) Fr. (1838) E - Gomphidius septentrionalis Singer (1948) - Gomphidius smithii Singer (1948) - Gomphidius stilatus F.Strauss (1850) E - Gomphidius subroseus Kauffman (1925) - Gomphidius tyrrhenicus D. Antonini & M. Antonini (2004) E - Gomphidius viscidus (L.) Fr. (1838) E |

## Specii ale genului în imagini (mică selecție)

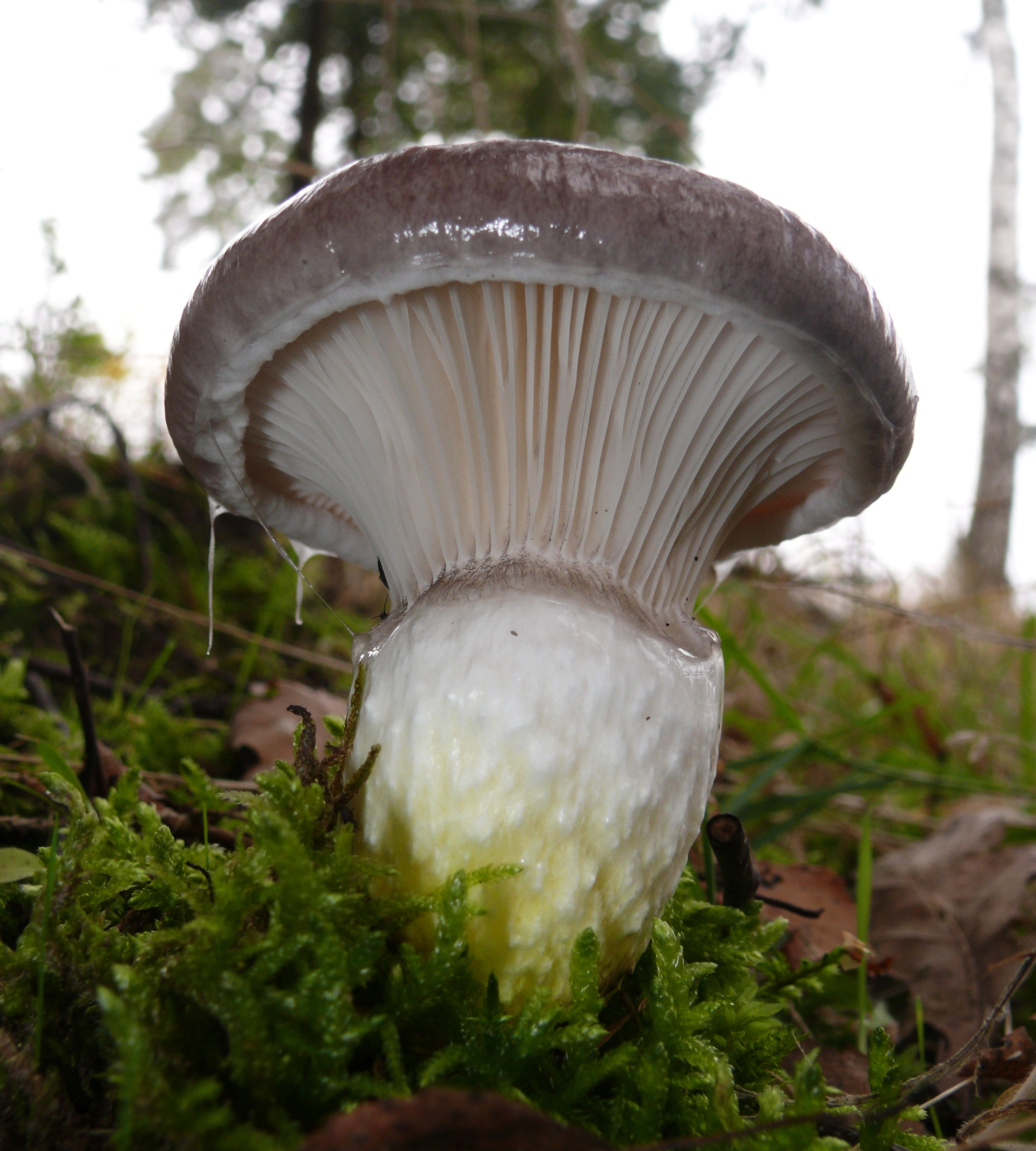
Gomphidius glutinosus
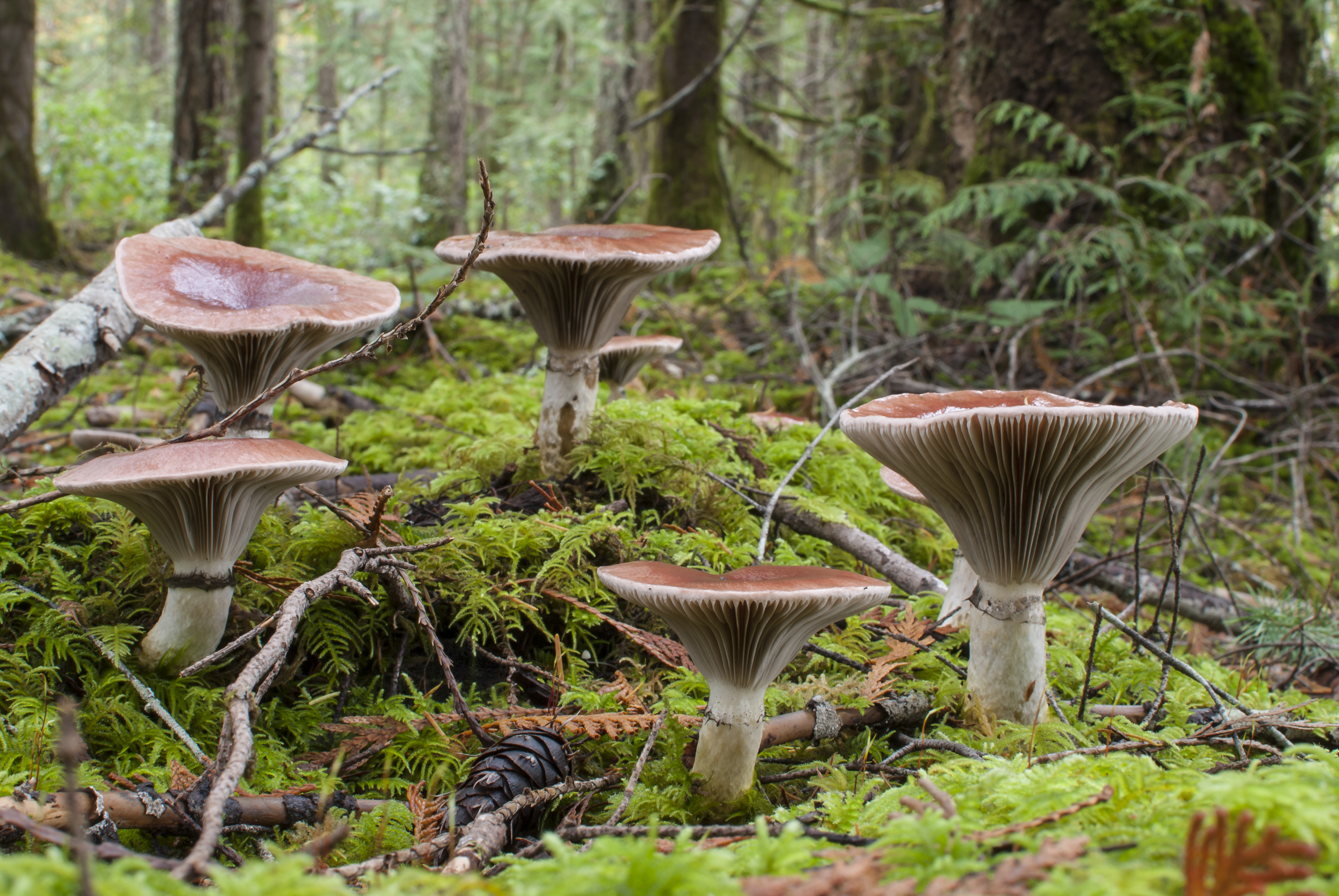
Gomphidius largus
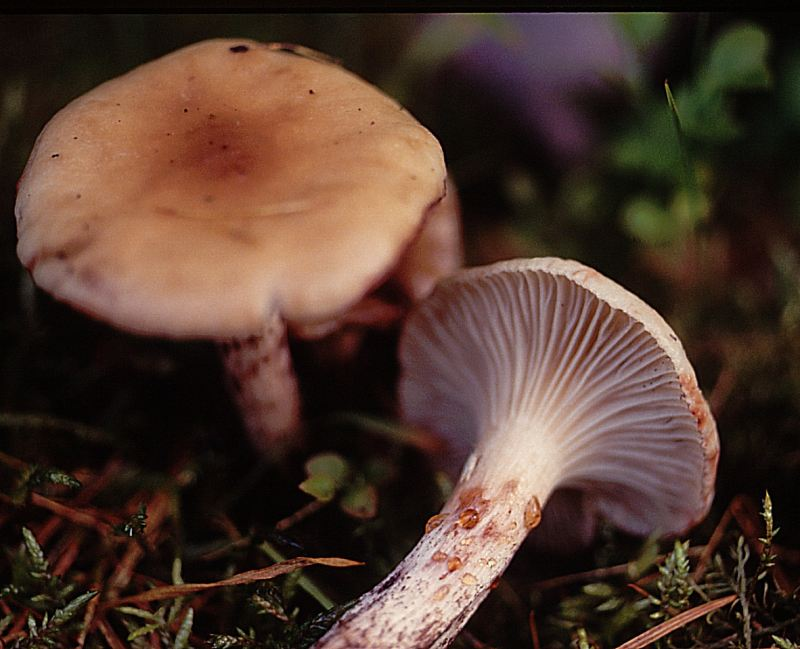
Gomphidius maculatus
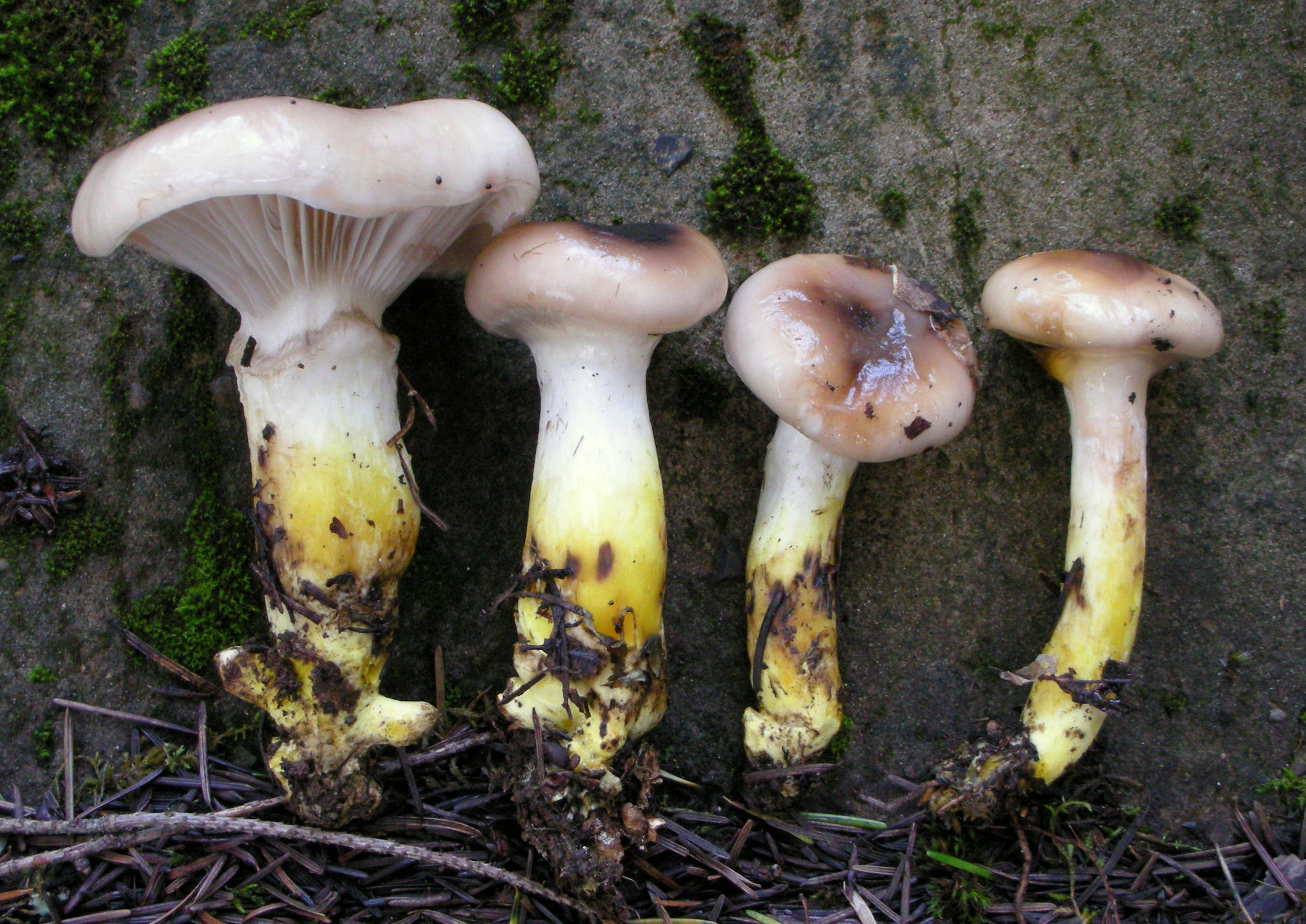
Gomphidius oregonensis

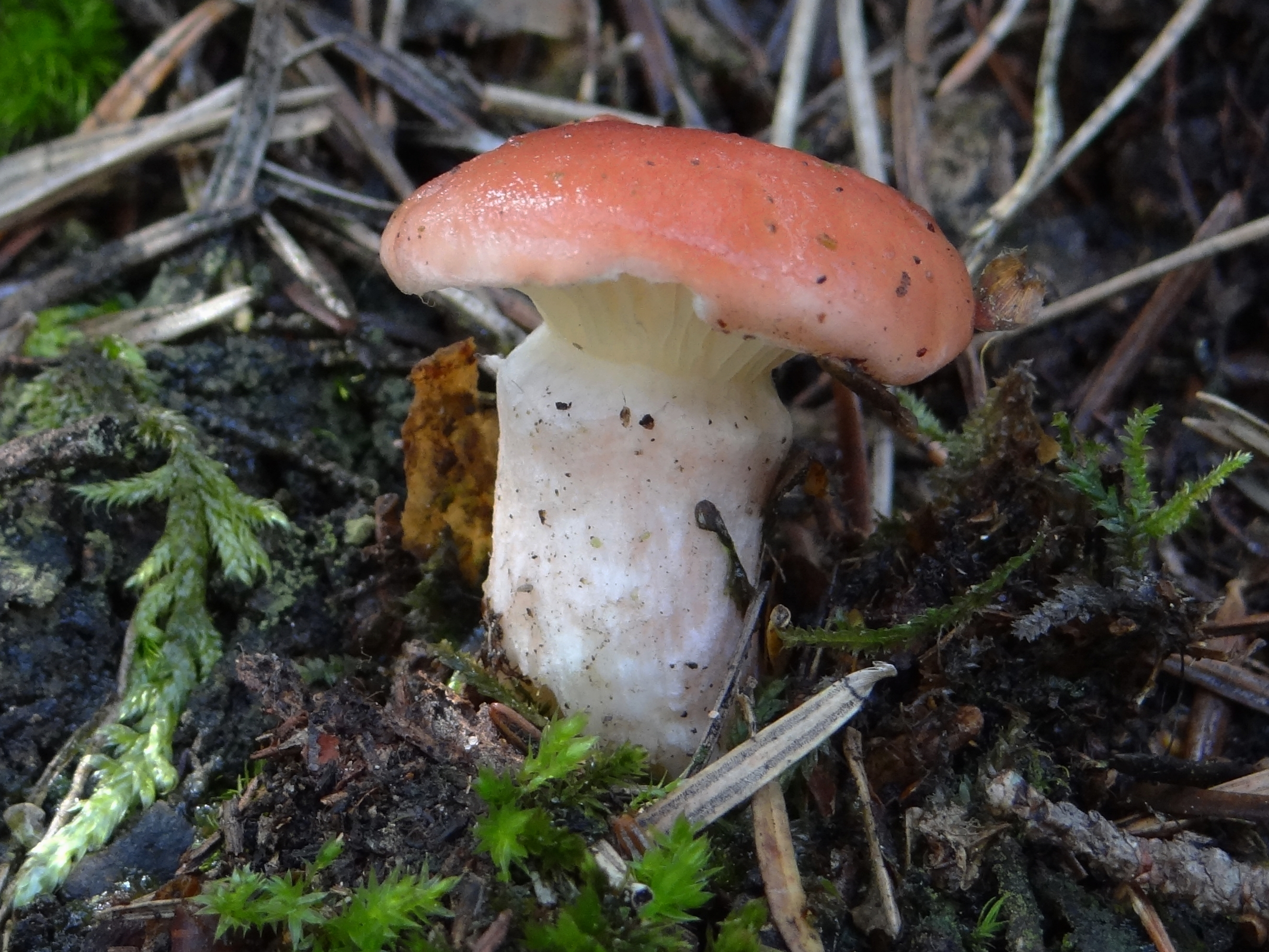
Gomphidius roseus
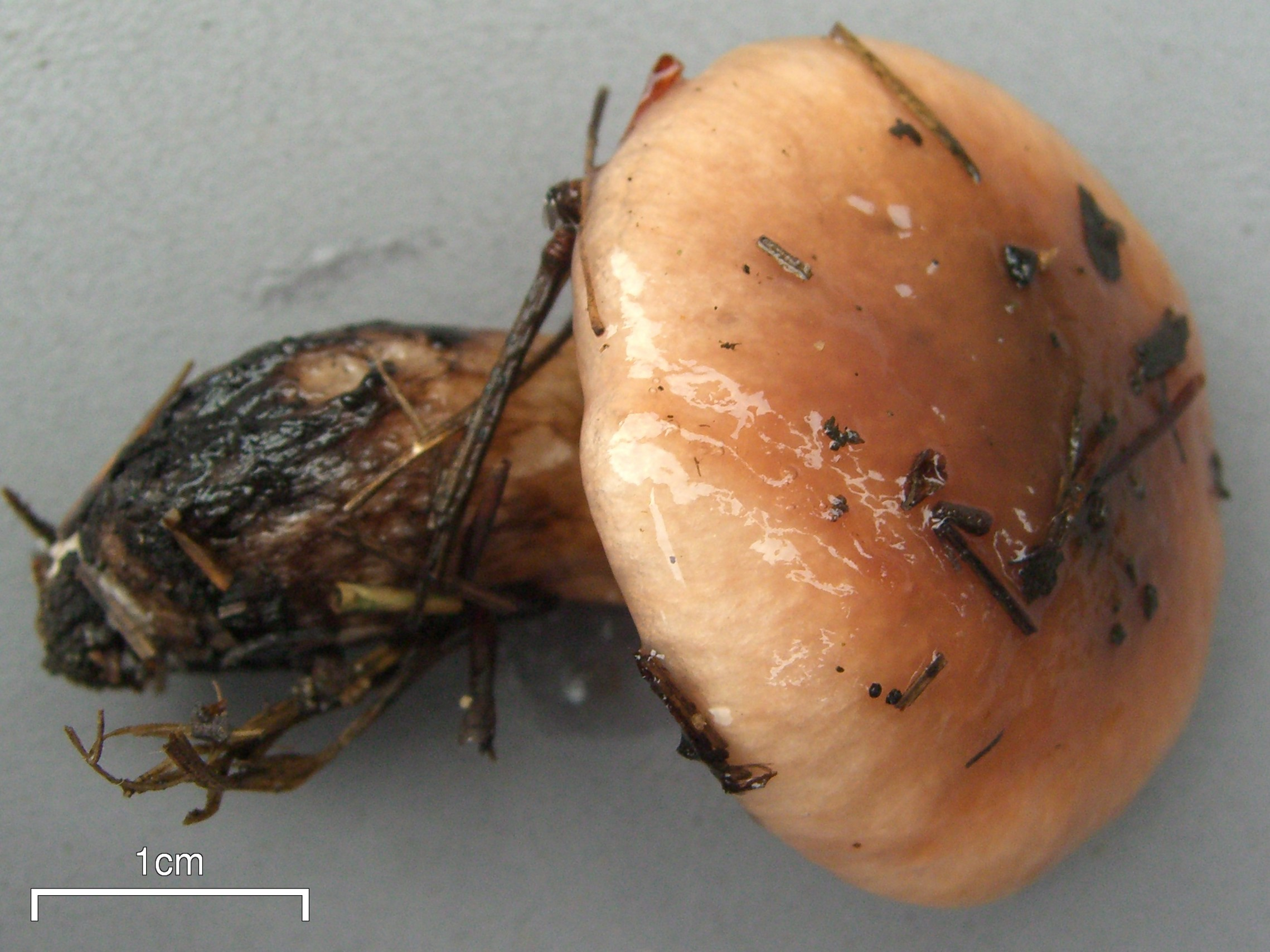
Gomphidius smithii
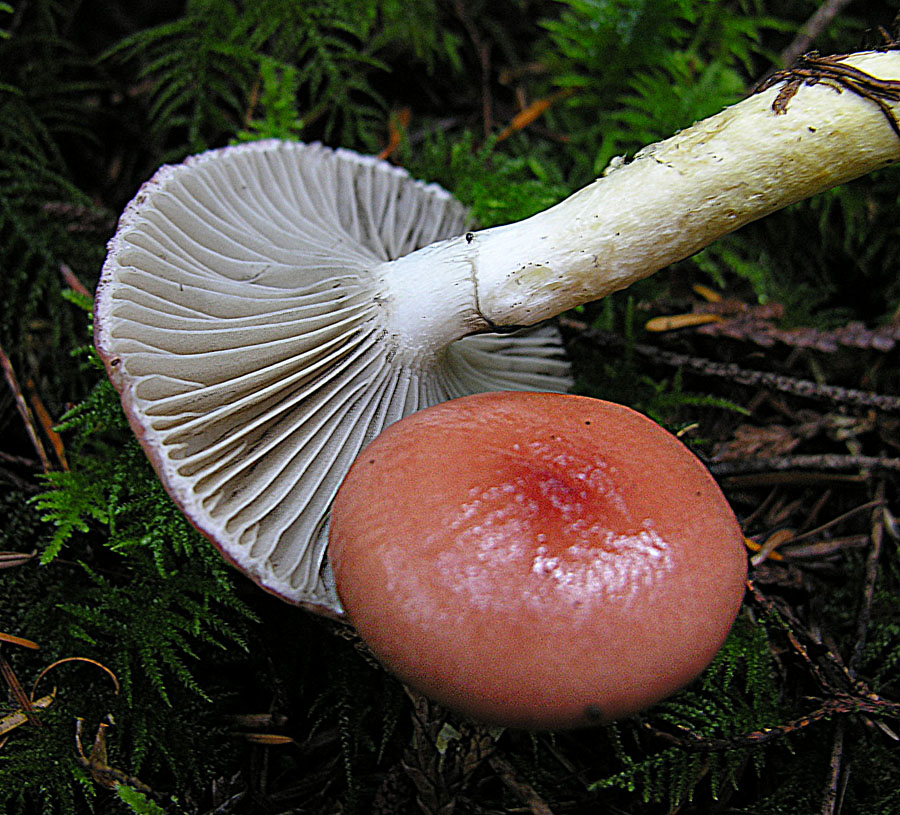
Gomphidius subroseus

## Valorificare
Toate speciile ale genului sunt comestibile și mai mult sau mai puțin gustoase.

## Delimitare
- Chroogomphus (Singer) O.K.Mill. (1964) cu 27 specii (7 în Europa), ce se deosebește de Gomphidius prin pălării mai uscate, lipsa unui văl parțial respectiv unuia extrem de rudimentar, uscat și fibros precum o carne roșie de cupru, hifele la baza piciorului fiind amiloide (ce înseamnă colorabilitatea structurilor tisulare folosind reactivi de iod). În rest este foarte similar.[14] Anterior a făcut parte de genul Gomphidius și până astăzi, un număr nu prea mic de micologi nu acceptă dislocarea.[15]
- Cystogomphus Singer (1942) cu 1 specie, Cystogomphus  humblotii,[16] similar cu speciile Gomphidius și Chroogomphus, dar de recunoscut prin vălul compus din celule rotunjite, așa numite sferocistide (celule sferice umflate).[17]
- Gomphogaster O.K.Mill. (1973) cu 1 specie, Gomphogaster leucosarx, se deosebește datorită studiilor ADN.[18][19]
- Roseogomphus O.K.Mill. (1971) cu 1 specie, Roseogomphus subroseus, a fost descris de micologul american Orson Knapp Miller (1930-2006), fiind caracterizat prin spori foarte mari și o pălărie rozalie.[20]

## Confuzii cu ciuperci altor genuri
Speciile acestui gen pot fi confundate în primul rând cu cele care aparțin altor două, anume Cortinarius și Suillus:
- Cortinarius

Există soiuri de mărime medie și cocoșate care sunt asemănătoare cu Gomphidius, dacă nu se dă seama, că majoritatea lor nu au cuticule vâscoase (în special cele otrăvitoare care pot fi maximal ceva umede) și lamelele nu decurg lung la picior. Majoritatea au doar lamele aderente. O confuzie poate fi periculoasă.

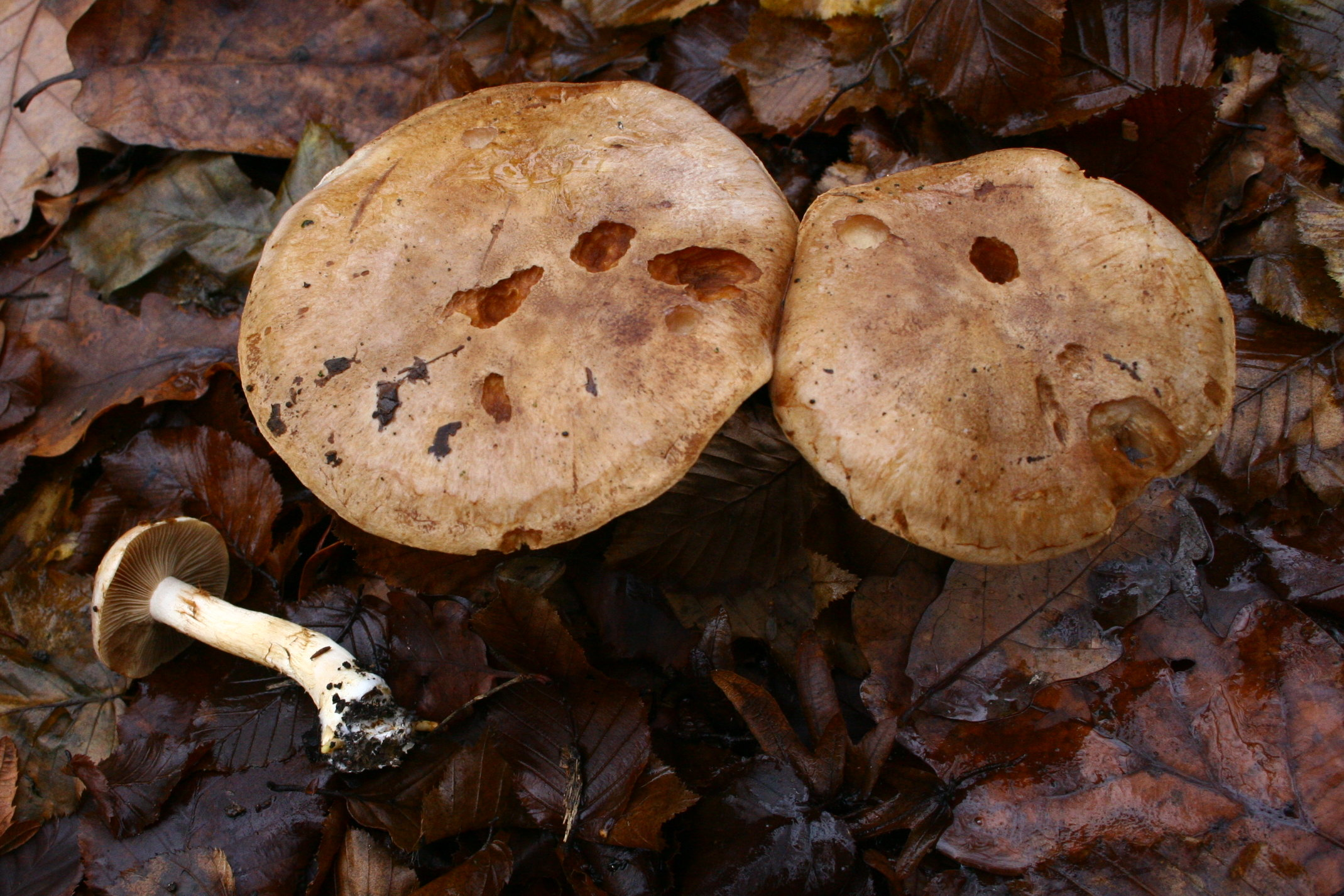
Cortinarius balteatus
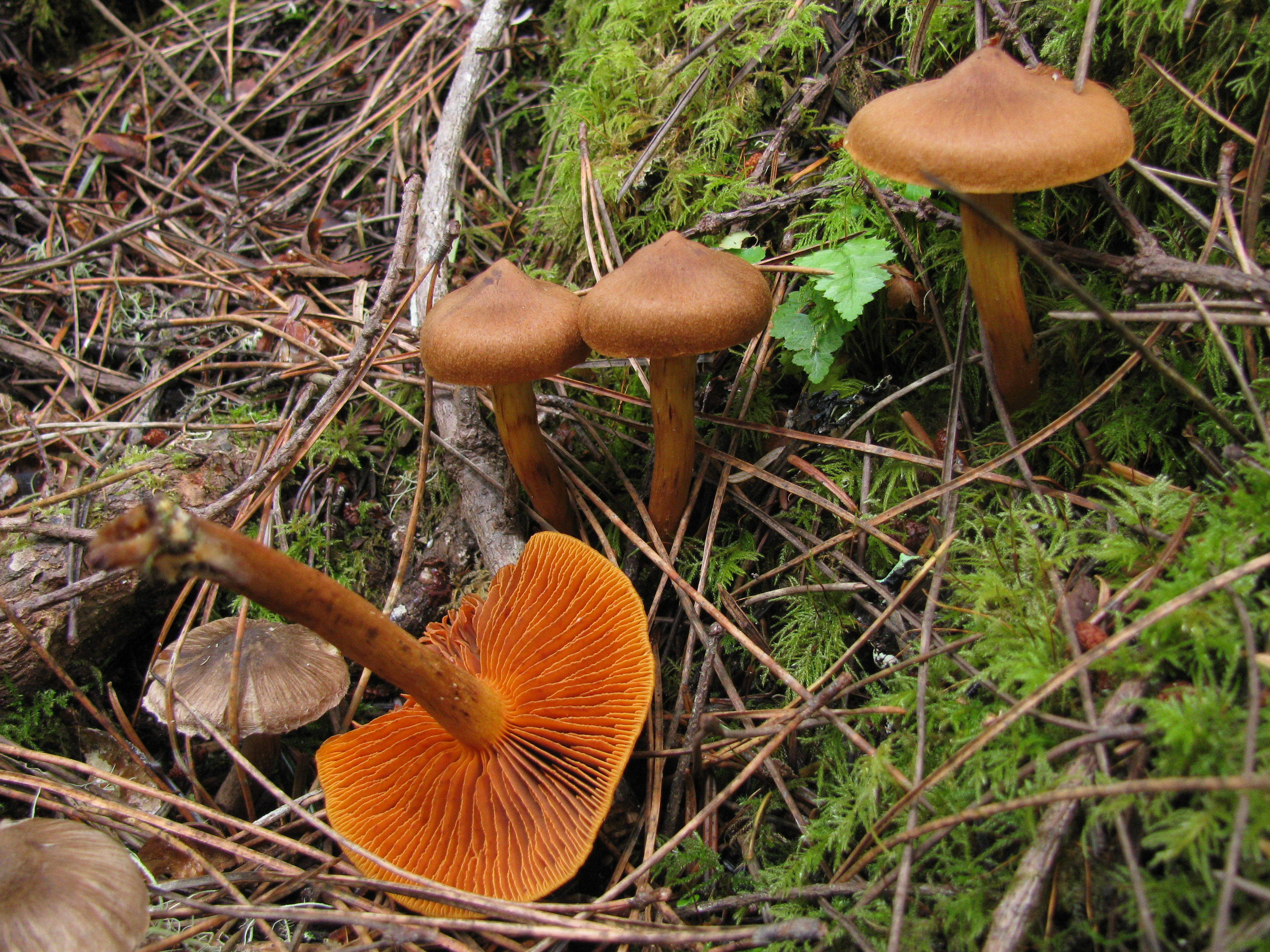
!!Cortinarius cinnamomeus!!
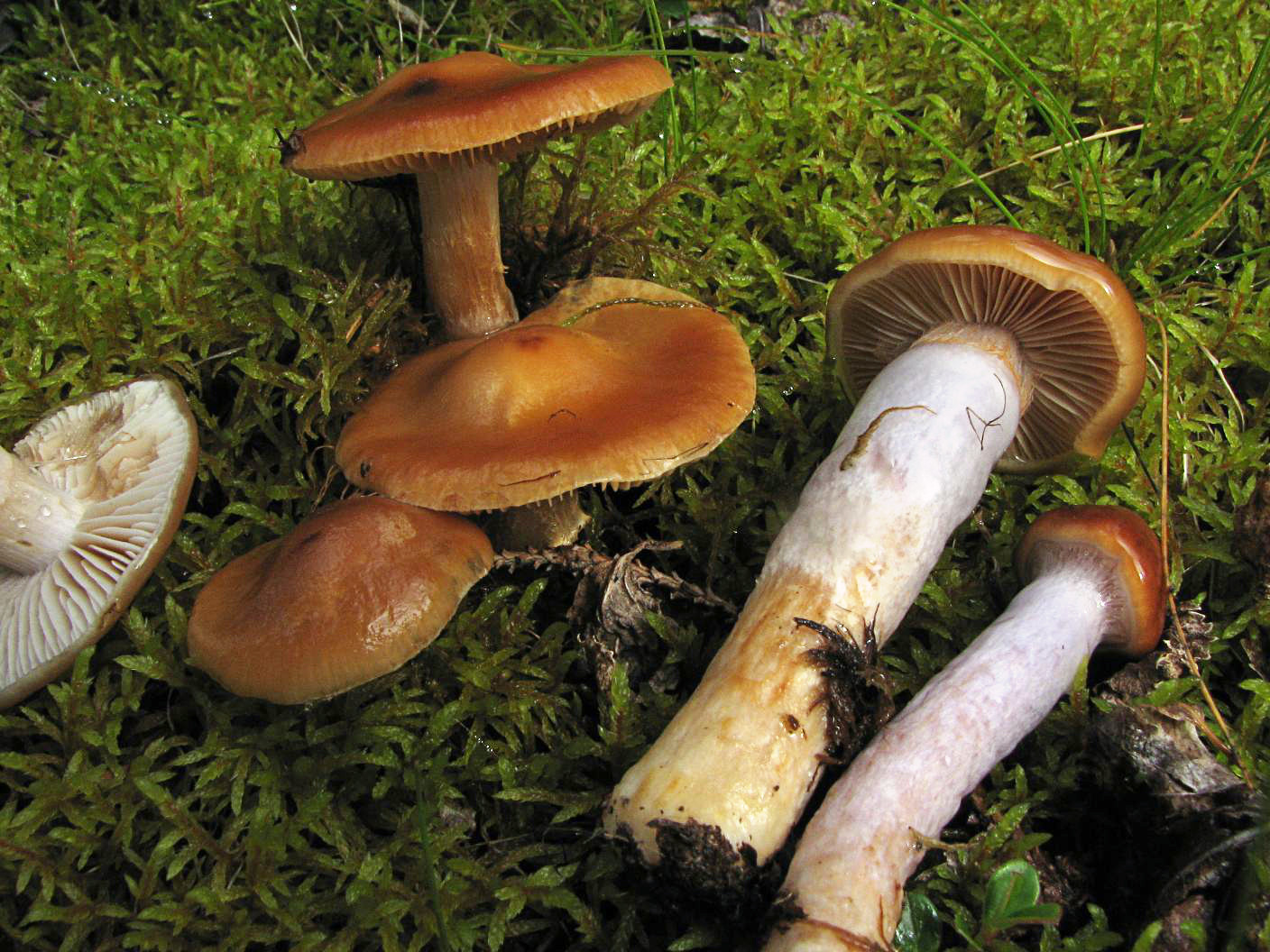
Cortinarius collinitus
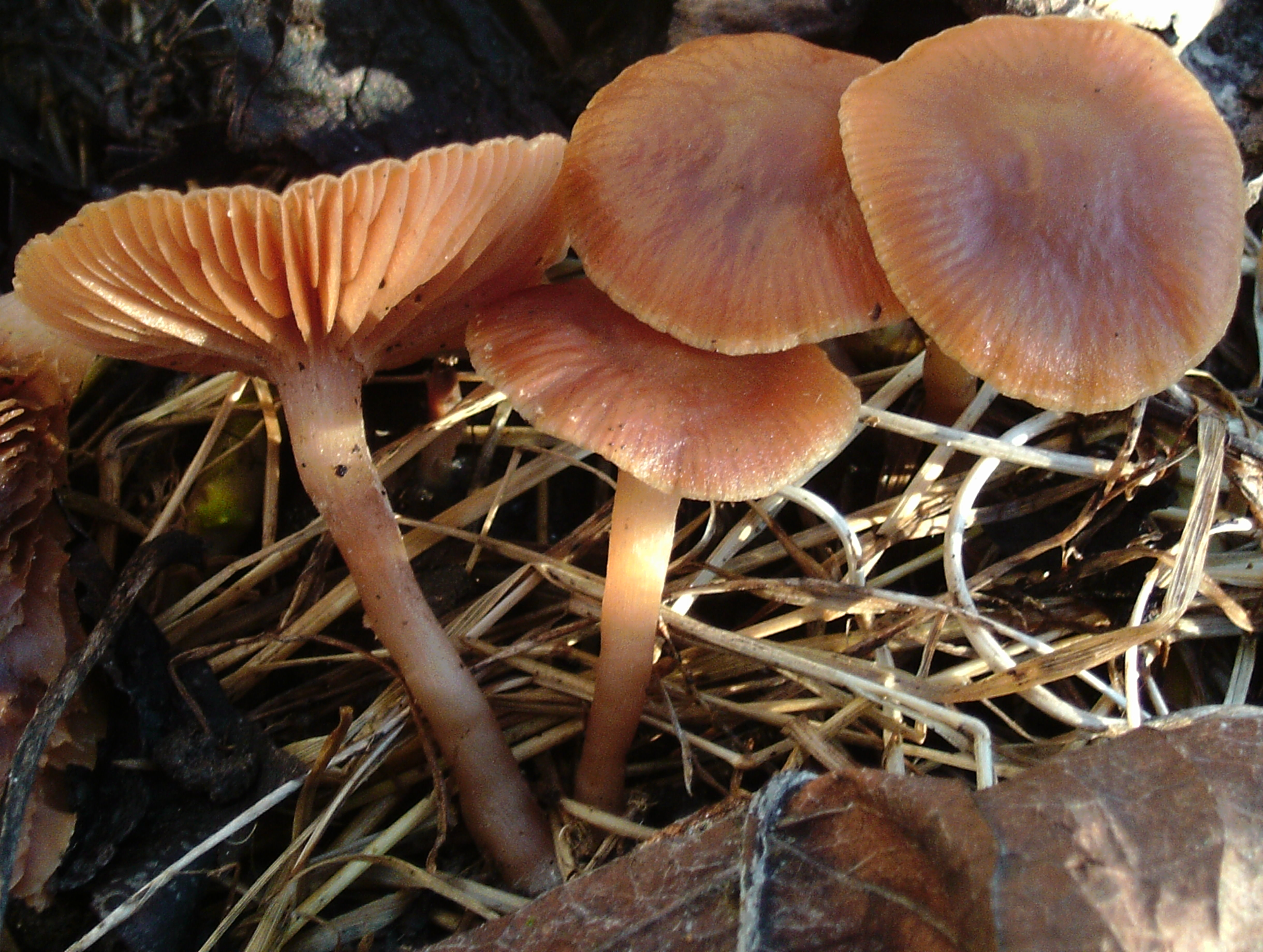
!!!Cortinarius gentilis!!!
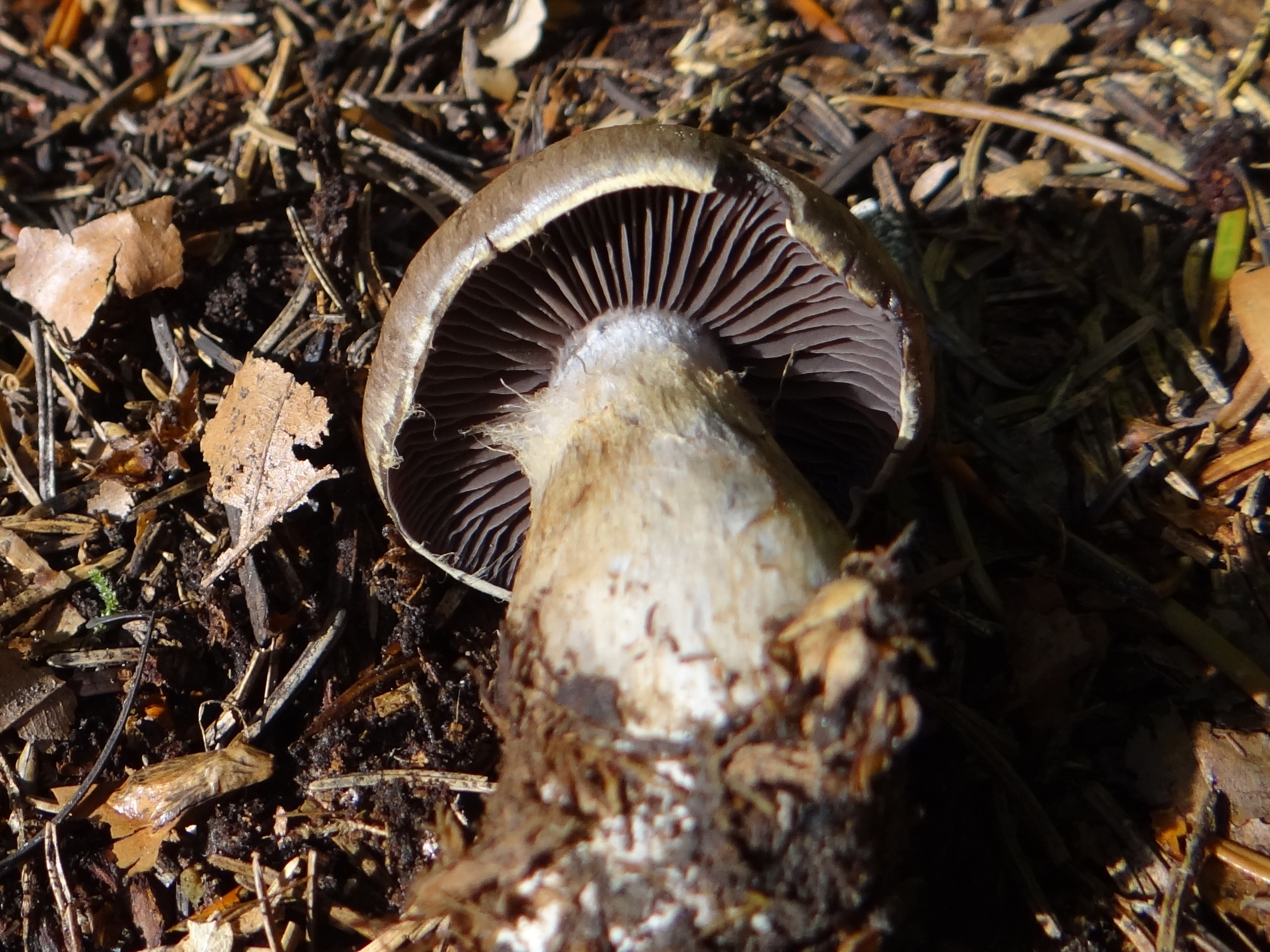
!Cortinarius infractus!
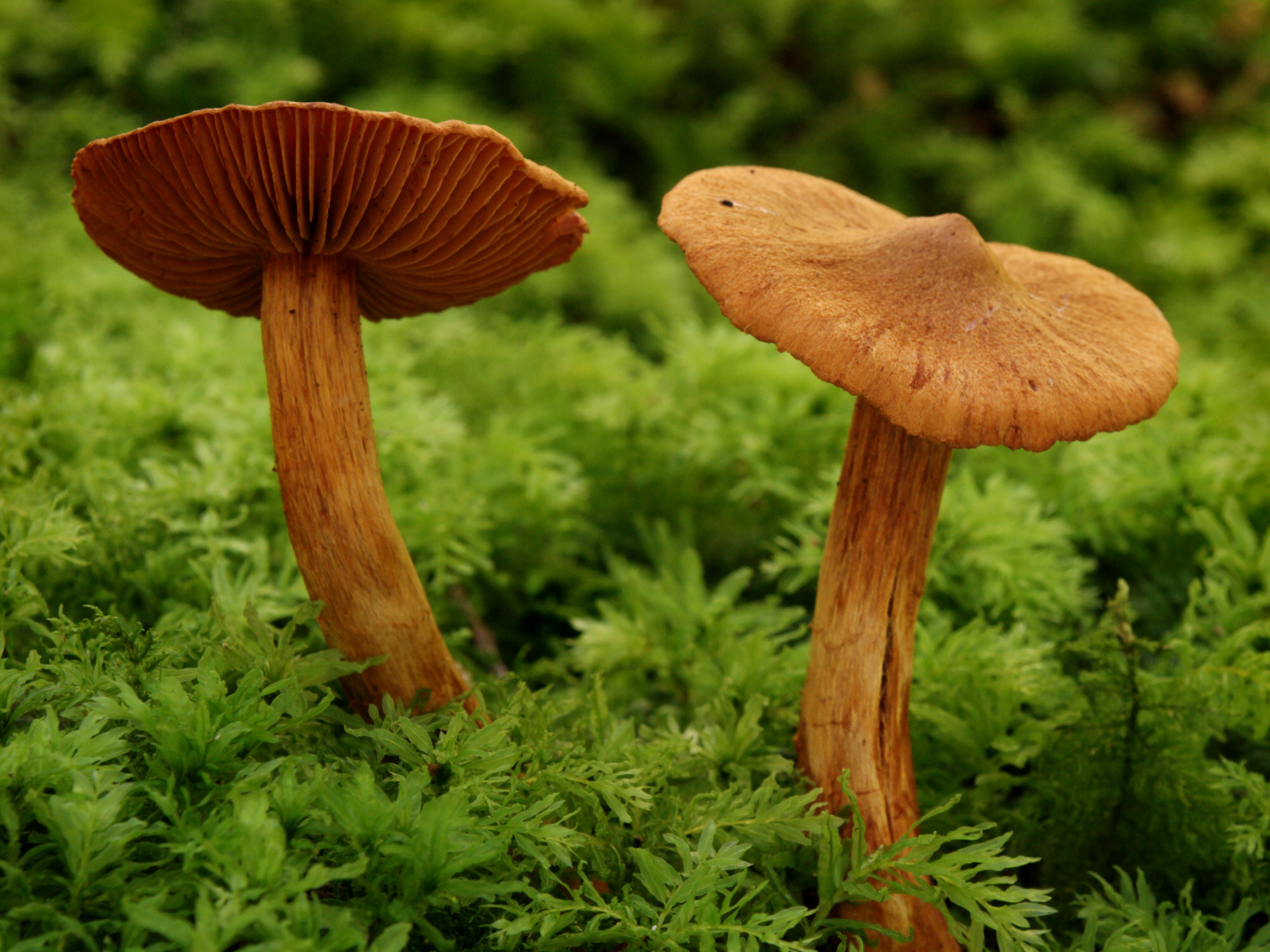
!!!Cortinarius rubellus!!!

- Suillus

Aici în special cuticula vâscoasă câtorva ciuperci lasă să se creadă, că buretele găsit ar fi o bălușcă. Dar există și altele cu pălărie uscată și cocoșată care apar de sus simile. Însă o privire dedesubt dovedește neapartenența la genul Gomphidius, pentru că Suillus nu are lamele ci tuburi cu pori. O confuzie nu ar fi periculoasă.

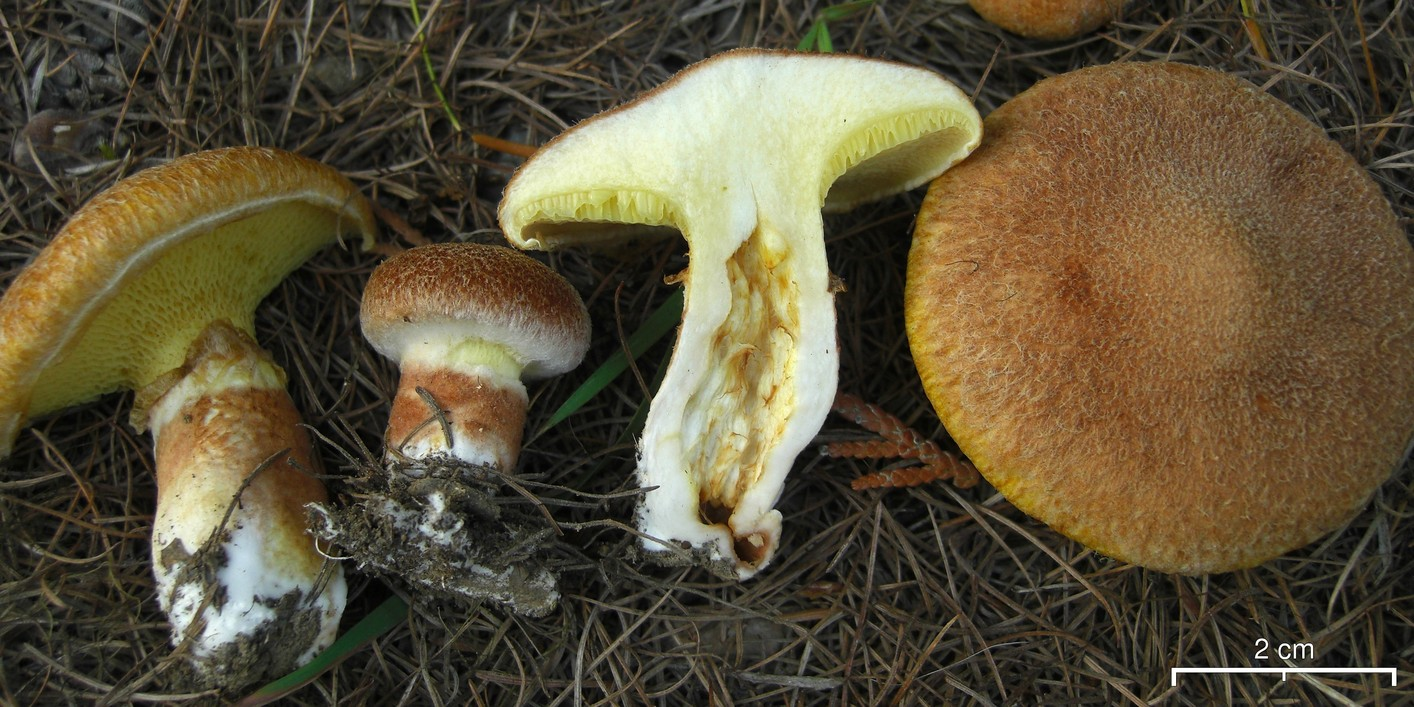
Suillus cavipes
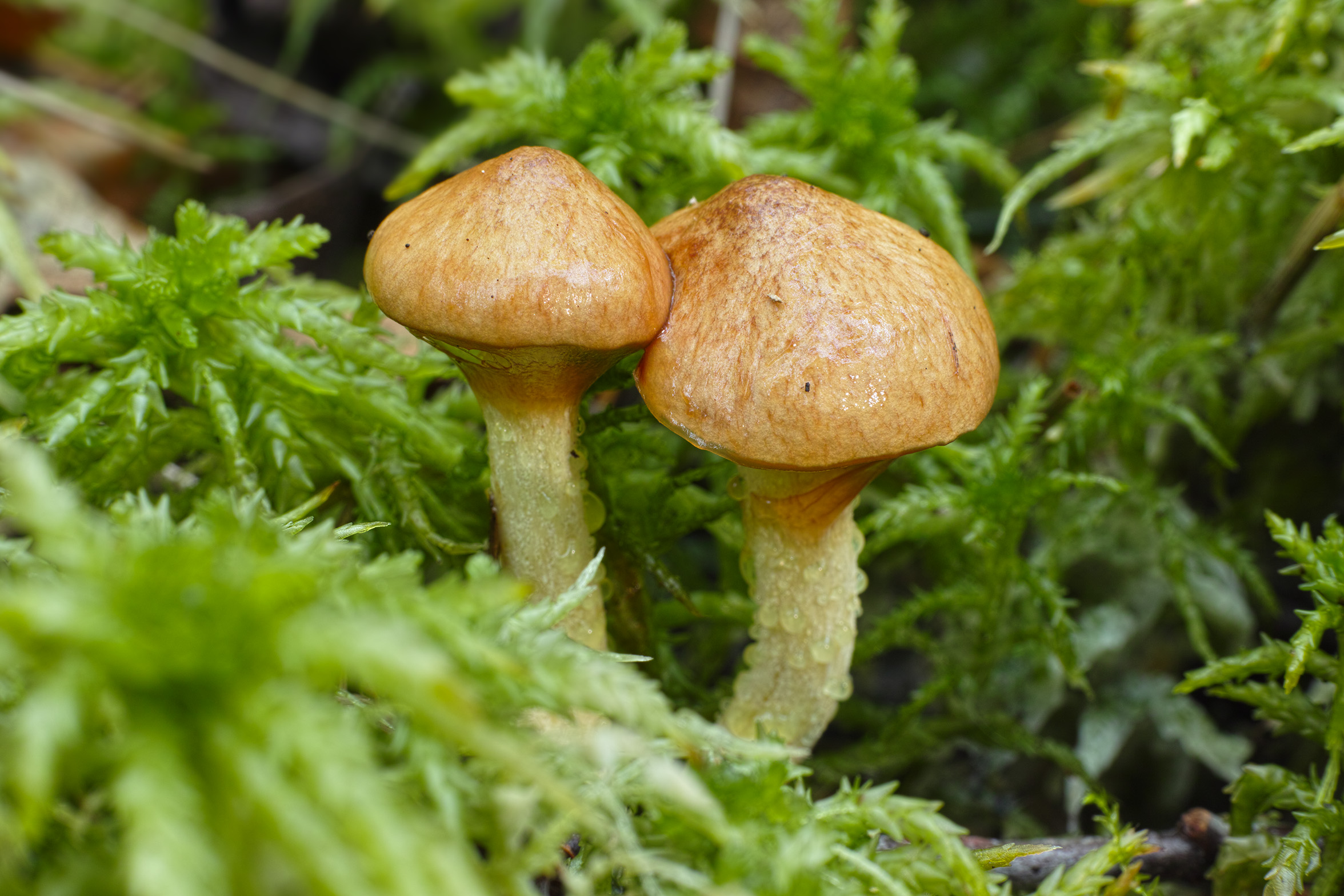
Suillus flavidus
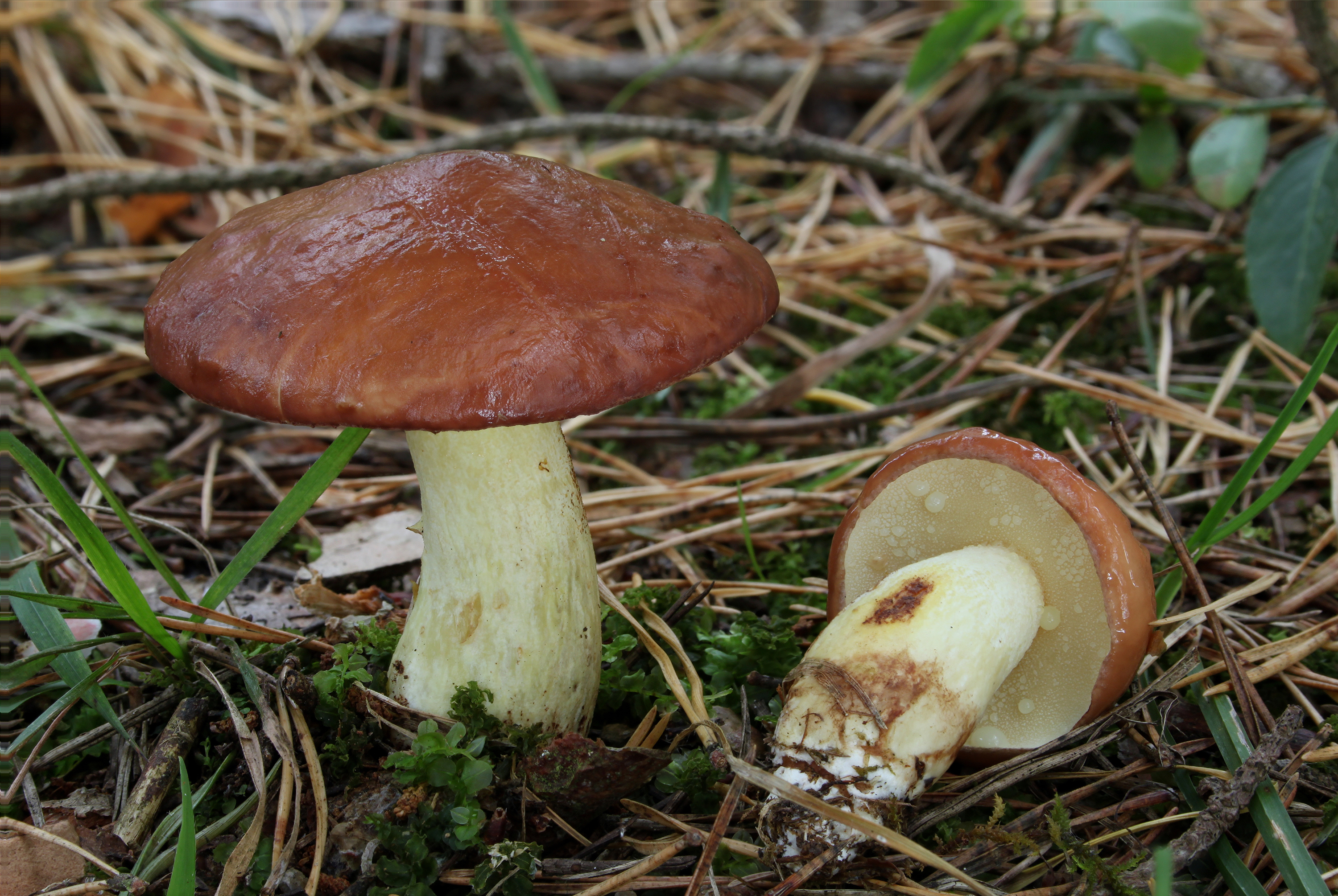
Suillus granulatus
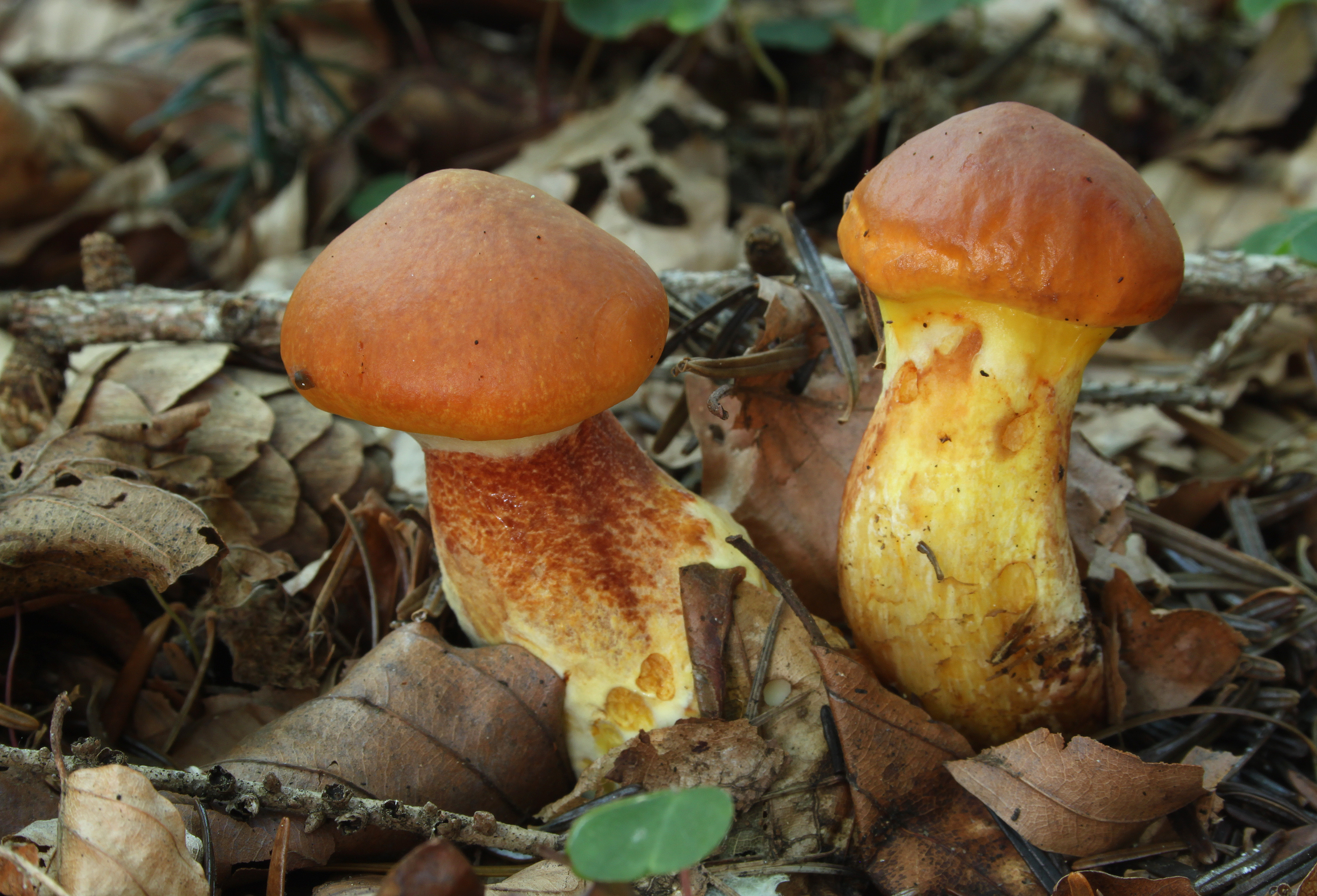
Suillus grevillei
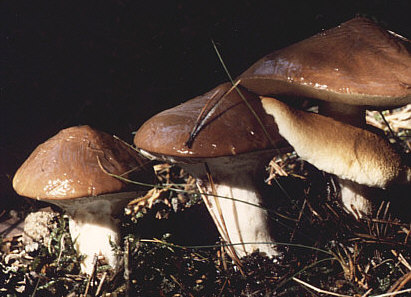
Suillus luteus
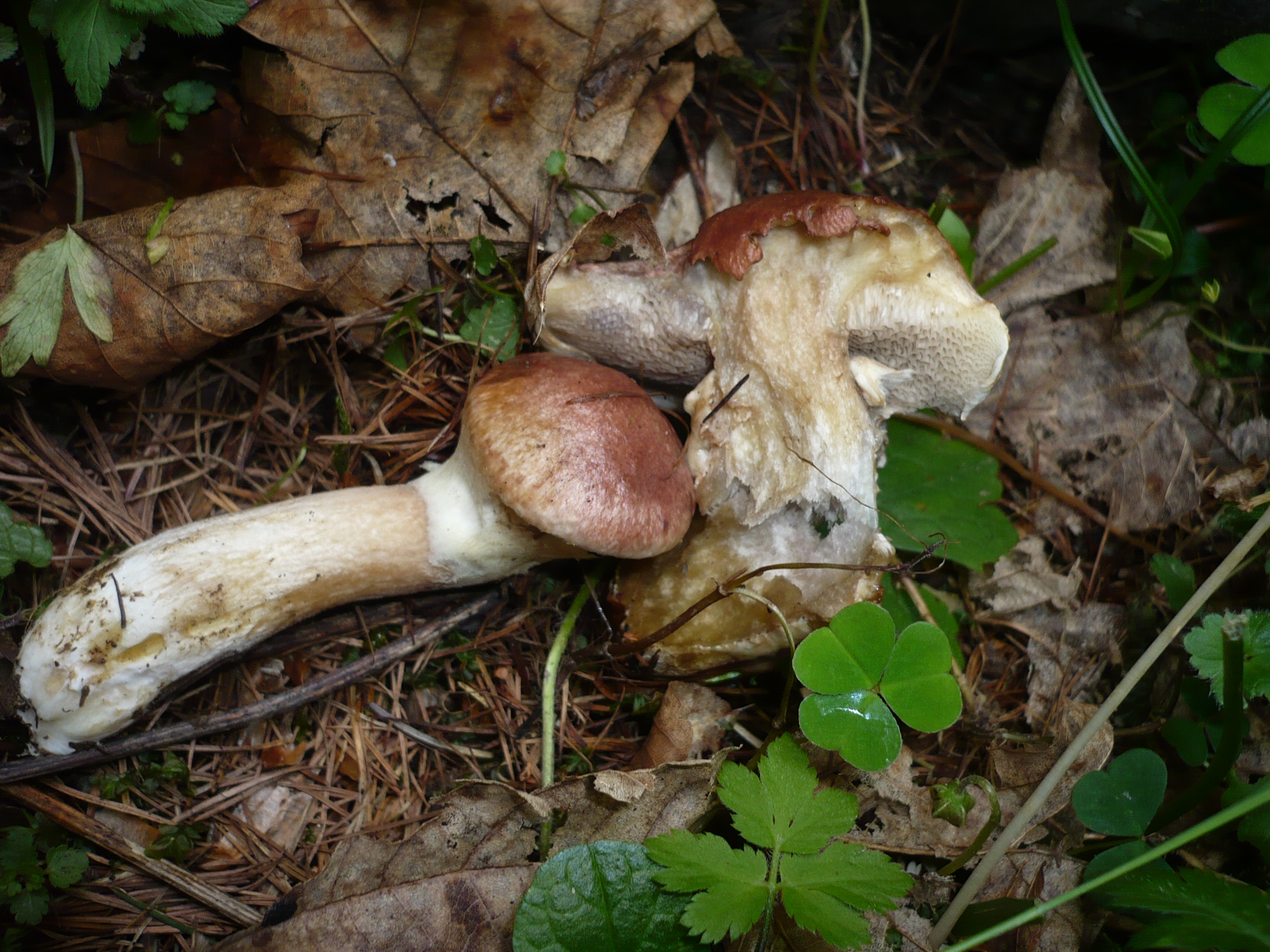
Suillus viscidus